# Paulo Otávio
Paulo Otávio, mit vollem Namen Paulo Otávio Rosa da Silva (* 23. November 1994 in Ourinhos), ist ein brasilianischer Fußballspieler.

## Karriere
Paulo Otávio begann seine Karriere bei Athletico Paranaense. 2013 wechselte er zum Coritiba FC. 2014 wurde er an den EC Santo André verliehen. Im Mai 2015 wurde er an den Paysandu SC weiterverliehen, für den er in der Saison 2015 zwei Spiele in der Série B absolvierte. Im Januar 2016 ging er zum Tombense FC.
Im Sommer 2016 wechselte er zum österreichischen Zweitligisten LASK. Mit dem LASK konnte er 2017 als Meister der Ersten Liga in die Bundesliga aufsteigen.
Im Juli 2017 wechselte Paulo Otávio nach Deutschland zum Zweitligisten FC Ingolstadt 04, bei dem er einen bis Juni 2021 gültigen Vertrag erhielt. In seinen zwei Jahren bei Ingolstadt kam er zu 35 Einsätzen in der 2. Bundesliga. Mit dem Verein musste er 2019 aus dieser absteigen.
Daraufhin wechselte er zur Saison 2019/20 zum Bundesligisten VfL Wolfsburg, bei dem er einen bis Juni 2023 gültigen Vertrag erhielt.
Im Sommer 2023 wechselte er zum al-Sadd Sports Club nach Katar. Am Ende der Spielzeit 2023/24 und 2024/25 feierte er mit dem Klub die katarische Meisterschaft. 2024 stand er mit dem Verein im Finale des Emir of Qatar Cup. Das Endspiel gegen den Qatar SC gewann man nach Verlängerung mit 1:0.

## Erfolge
al-Sadd Sports Club
- Katarischer Meister: 2023/24, 2024/25
- Emir of Qatar Cup: 2024